# São João de Bastuço

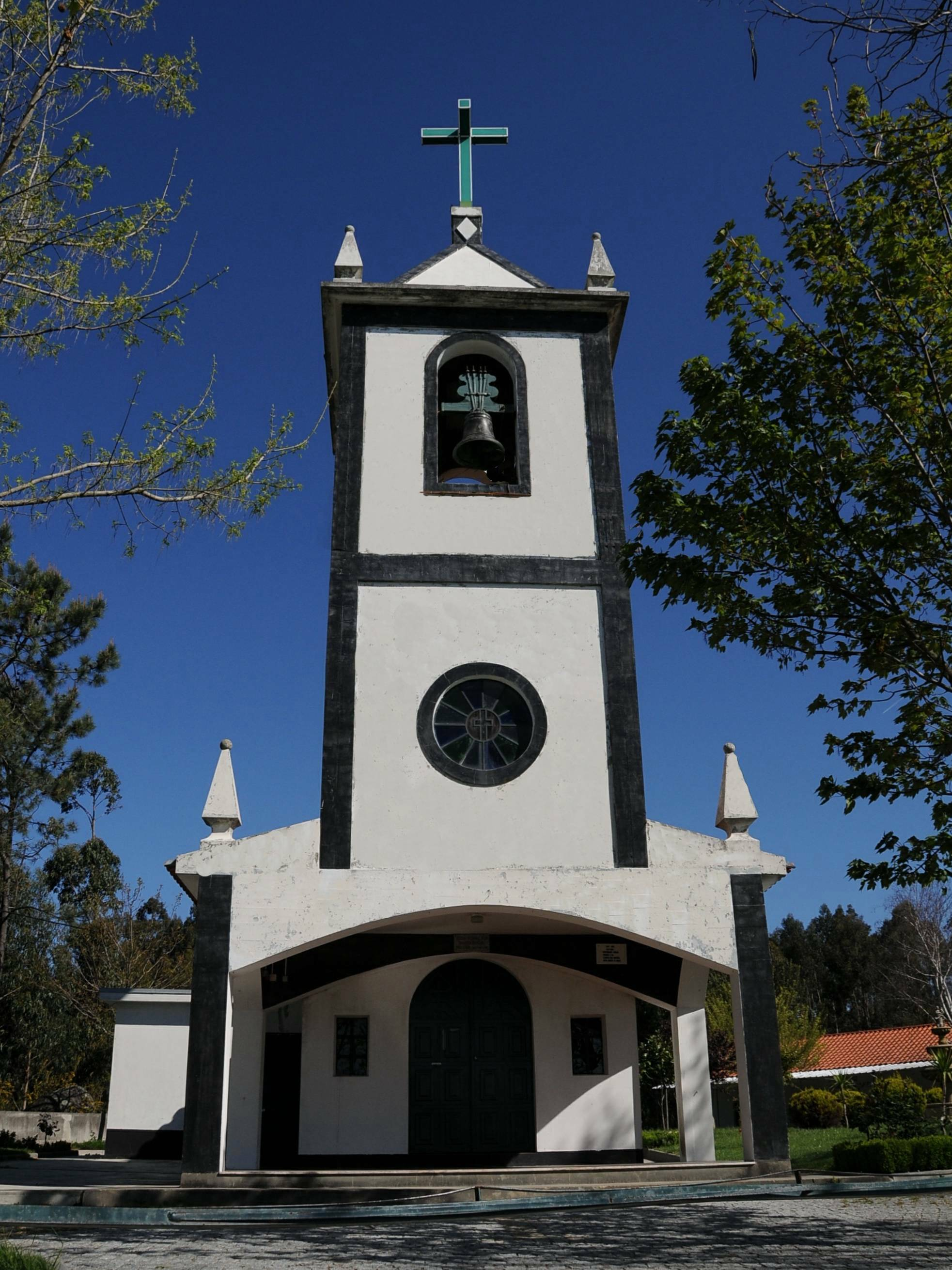
Igreja da Senhora da Boa Fé

A Freguesia de São João de Bastuço (oficialmente: Bastuço (São João)) foi uma freguesia portuguesa do Município de Barcelos com sede na povoação de Bastuço, freguesia que tinha 1,90 km² de área e 692 habitantes. (2011), e, por isso, uma densidade populacional de 347,9 hab/km².
A Freguesia de São João de Bastuço foi extinta em 2013, no âmbito de uma reforma administrativa nacional, tendo sido agregada às Freguesias de Sequeade e Santo Estêvão de Bastuço, para formar uma nova freguesia denominada União das Freguesias de Sequeade e Bastuço (São João e Santo Estêvão) com sede em Sequeade.

## Localização
Confronta, a norte, com Santo Estêvão de Bastuço, a nascente, com a freguesia de Cunha, a sul com Sequeade e a poente com a serra de Airó.
Na localidade passa o ribeiro de Real, um afluente do rio Côvo que desagua no Cávado.

## População
| População da freguesia de Bastuço (São João) (1864 – 2011) | População da freguesia de Bastuço (São João) (1864 – 2011) | População da freguesia de Bastuço (São João) (1864 – 2011) | População da freguesia de Bastuço (São João) (1864 – 2011) | População da freguesia de Bastuço (São João) (1864 – 2011) | População da freguesia de Bastuço (São João) (1864 – 2011) | População da freguesia de Bastuço (São João) (1864 – 2011) | População da freguesia de Bastuço (São João) (1864 – 2011) | População da freguesia de Bastuço (São João) (1864 – 2011) | População da freguesia de Bastuço (São João) (1864 – 2011) | População da freguesia de Bastuço (São João) (1864 – 2011) | População da freguesia de Bastuço (São João) (1864 – 2011) | População da freguesia de Bastuço (São João) (1864 – 2011) | População da freguesia de Bastuço (São João) (1864 – 2011) | População da freguesia de Bastuço (São João) (1864 – 2011) |
| ---------------------------------------------------------- | ---------------------------------------------------------- | ---------------------------------------------------------- | ---------------------------------------------------------- | ---------------------------------------------------------- | ---------------------------------------------------------- | ---------------------------------------------------------- | ---------------------------------------------------------- | ---------------------------------------------------------- | ---------------------------------------------------------- | ---------------------------------------------------------- | ---------------------------------------------------------- | ---------------------------------------------------------- | ---------------------------------------------------------- | ---------------------------------------------------------- |
| 1864                                                       | 1878                                                       | 1890                                                       | 1900                                                       | 1911                                                       | 1920                                                       | 1930                                                       | 1940                                                       | 1950                                                       | 1960                                                       | 1970                                                       | 1981                                                       | 1991                                                       | 2001                                                       | 2011                                                       |
| 216                                                        |                                                            |                                                            |                                                            | 232                                                        | 210                                                        | 247                                                        | 280                                                        | 375                                                        | 425                                                        | 450                                                        | 606                                                        | 645                                                        | 694                                                        | 661                                                        |

Nos censos de 1878, 1890 e 1900 estava anexada à freguesia de Bastuço (Santo Estêvão)

## Património

### Capela de Nossa Senhora da Boa Fé
A actual capela foi fundada em 12 de Julho de 1979, num local ligeiramente diferente da anterior.

### Capela de S. Silvestre
A capela de S. Silvestre remonta ao século XVIII, no lugar de S. Silvestre.